# Oceanijsko prvenstvo u košarci 1993.
Oceanijsko prvenstvo u košarci 1993. bilo je jedanaesto izdanje ovog natjecanja. Igralo se u Aucklandu od 7. do 10. lipnja. Pobjednik se kvalificirao na SP 1994.

## Turnir
| 1. momčad   | Ishod    | 2. momčad   |
| ----------- | -------- | ----------- |
| Novi Zeland | 92 : 59  | Samoa       |
| Australija  | 94 : 65  | Novi Zeland |
| Australija  | 103 : 72 | Samoa       |

| 1. momčad  | Ishod   | 2. momčad   |
| ---------- | ------- | ----------- |
| Australija | 86 : 78 | Novi Zeland |

| Pobjednici Oceanijskog košarkaškog prvenstva 1993. |
| AUSTRALIJA Jedanaesti naslov                       |